# Eva Švíglerová
Eva Švíglerová (* 13. července 1971) je bývalá československá tenistka. Vyhrála spolu s Andreou Strnadovou juniorskou čtyřhru na Australian Open 1989, ve stejném roce byly spolu ve finále Wimbledonu. Ve dvouhře postoupila do finále juniorky na French Open 1989, kde prohrála s Jennifer Capriatiovou. Na okruhu WTA byl jejím největším úspěchem titul ve dvouhře na WTA Auckland Open 1991 a ve čtyřhře na Brasil Open 1991 spolu s Argentinkou Bettinou Fulcovou. Vyhrála také pět turnajů ITF. Jejím nejlepším umístěním na světovém žebříčku bylo 33. místo. S fedcupovým týmem Československa postoupila v roce 1991 do semifinále soutěže.